# أندرو هوارد
أندرو هوارد (بالإنجليزية: Andrew Howard)‏ هو ممثل بريطاني، ولد في 1969 بكارديف في المملكة المتحدة.

## أعمال

### أفلام
- (2007) حلم كاسندرا[5]
- (2011) بلا حدود
- (2015) تيكن 3
- اثنان غرباء بعيدين (فيلم)

### مسلسلات
- الإبتدائية[6][7][8]
- عملاء شيلد
- نزل بيتس[9]

## وصلات خارجية
- أندرو هوارد على موقع IMDb (الإنجليزية)
- أندرو هوارد على موقع ألو سيني (الفرنسية)
- أندرو هوارد على موقع ميوزك برينز (الإنجليزية)
- أندرو هوارد على موقع أول موفي (الإنجليزية)
- أندرو هوارد على موقع قاعدة بيانات الأفلام السويدية (السويدية)
- أندرو هوارد على موقع قاعدة بيانات الفيلم (الإنجليزية)
- أندرو هوارد على موقع ليتربوكسد (الإنجليزية)
- أندرو هوارد على موقع كينوبويسك (الروسية)